# Eastporthalvön

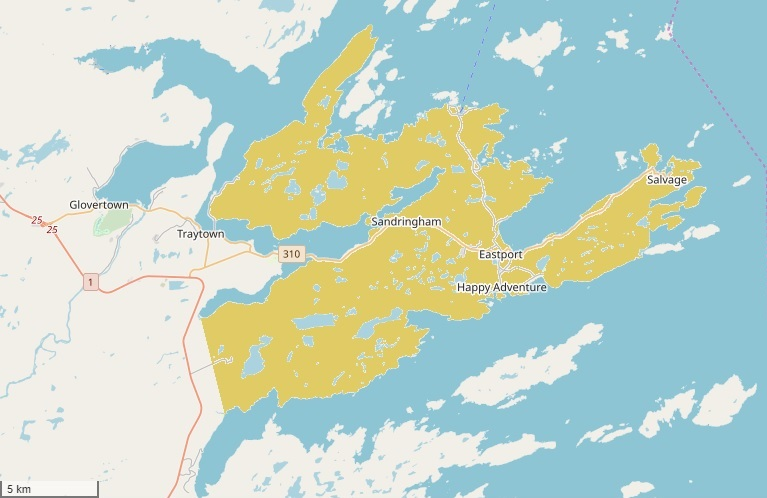
Eastporthalvön

Eastporthalvön (engelska: Eastport Peninsula) är en liten förlängning av land till den centrala delen av Bonavista Bay i den kanadensiska provinsen Newfoundland och Labrador. Halvön ligger i anslutning till Terra Nova National Park och innehåller sju små samhällen: Eastport, Happy Adventure, Sandy Cove, Salvage, St. Chad's Burnside och Sandringham.
Området har traditionellt varit bas för fiske av torsk, lax och hummer, samt skogs- och jordbruk, men har på senare tid blivit ett populärt turistmål.